# نادي ملزونغن لكرة اليد
نادي ملزونغن لكرة اليد هو نادي كرة يد في ألمانيا تأسس في سنة 1861. يقع مقره في ملزونغن. يلعب في الدوري الألماني لكرة اليد. تبلغ سعة ملعبه 4300 متفرجا.